# Liste des maîtres de la province d'Aquitaine de l'ordre du Temple
Pour un article plus général, voir Liste des maîtres de province de l'ordre du Temple.
Cet article présente une liste des maîtres de la province d'Aquitaine de l'ordre du Temple.

## Province d'Aquitaine

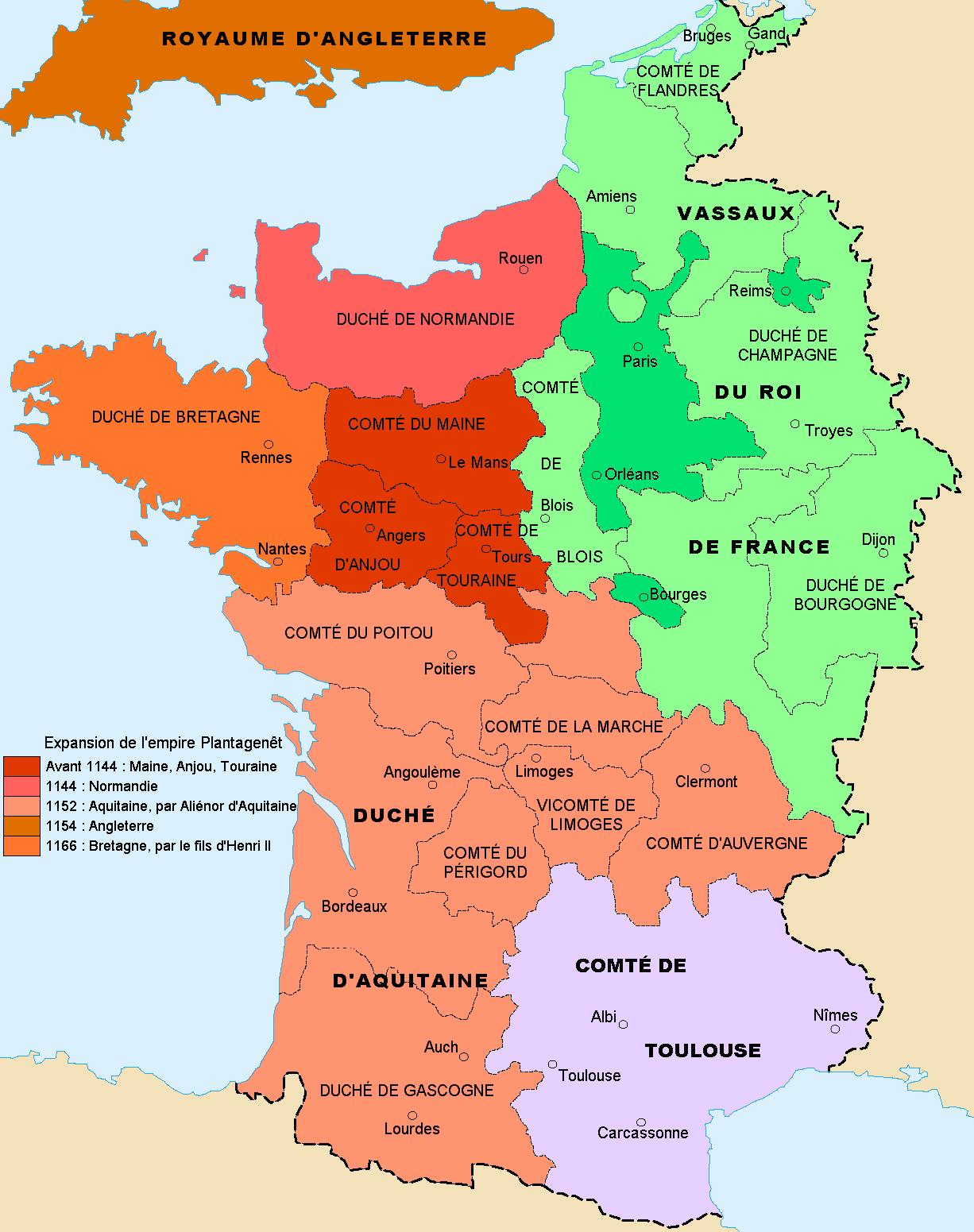
La France en 1154.

(la): « Præceptor (magister) Domorum Militiæ Templi in Aquitania »
La province de Poitou-Aquitaine est une des premières provinces de l'ordre. C'était une très grande province incluant (du nord au sud) le duché de Bretagne, le comté du Maine, le comté d'Anjou (Touraine incluse) et en grande partie le duché d'Aquitaine(Comté de Périgord, comté de Poitou), à l'exception des comtés à l'est (La Marche, Limoges, Auvergne) qui formeront un peu plus tard la province d'Auvergne et de l'ancien duché de Gascogne qui a fait partie de la province de Provence et parties des Espagnes avant d'être intégré dans les possessions en Aquitaine. Son territoire est comparable à l'Aquitaine seconde. Hugues de Payns visita le Poitou en 1128 juste avant de se rendre en Angleterre puis dès 1139 Aliénor d'Aquitaine leur fit don de biens à La Rochelle.
Comme pour la province d'Auvergne (où les maîtres portaient parfois le titre de maître du Limousin), les maîtres désignés comme maître en Poitou (Magister in Pictavia) étaient maîtres d'Aquitaine (Aquitania). Giraud Brochard au début du XIIIe siècle est mentionné comme étant maître du Poitou et de Gascogne (Magister in Pictavia et Wasconia).
La province d'Aquitaine intégra également la baillie du Duché de Bretagne, lors d'un accord établi en 1225 entre Giraud des Bruyères (Girardus de Breies), alors maître provincial d’Aquitaine, et les seigneurs de Retz. Il s'était adjoint les services d'un lieutenant, Pierre de Langan, cité en 1245 comme "commandeur des maisons de la chevalerie du Temple en Bretagne"
| Maître                         | Période de maîtrise       | Commentaires et autre(s) fonctions |
| ------------------------------ | ------------------------- | --- |
| fr. Guillaume Guidaugier       | c. 1141                   | |
| fr. Hugues                     | 1151,                     | (la): Hugo |
| fr. Pierre Levesque            | c. 1166,                  | (la): P. Episcopus, Petrus Episcopus « magister Pictavie » |
| fr. Guillaume Pavet            | 1166 - 1173,              | (la): Guillelmus Panel, Willelmus Pavet (en): William Pavet (fr): Guillaume Panet, Ponet 1173: « minister Templi in Acquitania » Autres sources : Maître de la province de France (1160-1161) |
| fr. Humbert Boutiers           | 1180,                     | (la): Hymbertus Boters 1180: « magister de Pictavia » c. 1180: « humilis minister Templi in Aquitania » |
| fr. Aimery de Sainte-Maure     | 1189 - 1190               | (la): Aimericus de Sancta Mora (fr): A. de Sainte-Maure non daté: « magister fratrum milicie Templi per totam Aquitaniam » |
| fr. Guillaume Arnaud           | 1201,                     | (la): Guillelmus Arnaldus 1201: « magister fratrum milicie Templi in Aquitania » |
| fr. Témeric Boez               | c.1205                    | (la): Lemerius Boez, Temerius Booz sans date (1205?): « magister militie Templi pictavensis, magister militiæ Templi pictaviensis » Commandeur de La Rochelle (1207) |
| Guillaume "Œil de Bœuf"        | 1207                      | [Erreur] Maître cismarin (1207,1209,1211) Maître de la province de France (1209) |
| Giraud Brochard                | 1210 (1214) - (1220) 1222 | (Girardus brochardi) |
| Guy de Tulle                   | 1222 - 1223               | (Guido de Tullo) |
| Gérard de Breies               | 1224 - 1231               | (Girardus de Breies, Girard des Brières) 1225: « frater Girardus de Breres, militie Temple in Aquitania preceptor humilis ; fratris Girardi de Breies tunc temporis milicie Temple in Aquitania preceptoris » 1231: « fratre G. de Breis, domorum Templi militiæ in Aquitania preceptore »                                                                                     |
| Giraud de Brosses              | 1232                      | (Giraudus de Brosses) |
| fr. Guillaume de Sonnac        | 1236-1246                 | (la): Guillelmus de Sonaio, de Sonayo, Willelmus de Sounaio, de Sonayo (en): William of Sonnac (fr): Guillaume de Saunhac 25 mars 1236: « preceptori fratrum milicie Templi in Aquitania » 1239: « Humble précepteur des maisons du Temple d’Aquitaine » 1242: « domorum militie Templi in Aquitania preceptor humilis » 2 juin 1246: « magister milicie Templi in Aquitania » |
| fr. Garin de Sonariis          | 1243                      | [Guillaume de Sonnac], (la): Warinus de Sonariis (en): William of Soum' 1243 x 1247: « domorum militiæ Templi in Aquitania preceptor humilis », lettre adressée au roi Henry III d'Angleterre Autres sources : |
| Témeric Boez                   | 1244                      | [Erreur de date] (la): Temerius Boez Début XIIIe siècle |
| Foulques de Saint-Michel       | 1250 - 1252               | (la): Fulco de Sancto Michaele novembre 1250: « Ge frère Foques de Saint Michea, commanderers adonques dau maisons de la chevalerie dau Temple en Aquitaine » 1251: « ? » 20 mars 1252: « venerabilis vir frater Fulcho de Sancto Michaele, preceptor militie Templi in Aquitania »                                                                                            |
| (Guido de bona Camierna)       | 1252                      | |
| Hugues Grisard (Hugo Grisardi) | 1254 - 1258               | 27 août 1254: « fratre Hugone Grisart, tunc preceptore militie Templi in Aquitania » |
| François de Bort               | 1259 (?) - 1261,          | 18 juin 1261: « fratri Franconi de Borno praeceptori et locum praeceptoris Templi in Aquitania tenenti » |
| Guy de Bazainville             | 1262 - 1264               | (Guido de Basenvilla, Gui de Basenville) Maître de la province de France (1249-1255) Commandeur de la terre et du royaume de Jérusalem (1256) Visiteur cismarin (1258-1260/61) |
| Humbert de Pairaud             | 1266 - 1269               | |
| Jean le Français               | 1269 - 1276 ,             | (la): Johannes Franciscus, Johannes dictus le Franceis juin 1270: « frater Johannes dictus le Franceis magister militiae Templi in Aquitania » |
| Humbert de Pairaud             | 1274 - 1278               | [Incertain] |
| Amblard de Vienne              | 1278 - 1295, (1288)       | (Amblardus de Vienesio) |
| Pierre de Villiers             | 1292 - 1300               | (Petrus de Villaribus, Petro de Villaria), |
| Geoffroy de Gonneville         | 1302 - 1303 (1307)        | (la): Galfridus, Gaufredus, Gaufridus de Gonavilla, Guaufredo de Gonavala Galfride de Gonavilla, Geoffroy de Goneville 15 novembre 1307, procès: « Galfridus de Gonavilla, Miles Ordinis Templi, preceptor Aquitaniæ & Pictaviæ » Reçu vers 1279 au Temple de Londres par Robert de Turville, maître d'Angleterre Autres mentions au cours du procès:                          |

### Baillie de Bretagne
(la): « Preceptor domorum militie Templi in Brittania »
| Commandeur           | Période | Commentaires                                     |
| -------------------- | ------- | ------------------------------------------------ |
| fr. Guillaume Faucon | 1141    | (la): Guillelmus Faucon, magister militum Templi |
| fr. Guillaume Ferron | 1170    |                                                  |
| fr. Pierre de Langan | 1245,   |                                                  |

### Baillie de Périgord
(la): « Preceptor domorum militie Templi in Petragoricensis »
| Commandeur      | Période | Commentaires                                                        |
| --------------- | ------- | ------------------------------------------------------------------- |
| fr. Raymond Aiz | 1246    | (la): « Raymundo Aiz, magistro Militiae Templi in Petragor. dioc. » |